# Jannis Zotos
Jannis Zotos (Vorname auch als Yannis oder Giannis gelistet; * 1958 in Dresden) ist ein griechischstämmiger Musiker, Komponist, Arrangeur, Musikdozent und Betreiber des Jazzclubs b-flat in Berlin.

## Leben
Er studierte klassische Gitarre an der Hochschule für Musik „Hanns Eisler“ Berlin, beherrscht aber auch das Spiel von Bouzouki und Oud. Sein besonderes Interesse gilt dem Rembetiko, der kleinasiatischen und der traditionellen griechischen Musik. Er war Mitglied der Formation percussion & strings und gründete 1990 zusammen mit seinem Bruder Thanassis Zotos die Rembetikoband Zotos Kompania. Das griechische Fernsehen ERT drehte bei einer Griechenlandtour einen Dokumentarfilm über die Band. 1980 kam es zur ersten Begegnung mit dem griechischen Komponisten Mikis Theodorakis. Es begann eine enge künstlerische Zusammenarbeit und persönliche Freundschaft. Darüber hinaus gab es gemeinsame Projekte mit Barbara Thalheim, Maria Farantouri, George Dalaras, Petros Pandis und Dimitra Galani. Jannis Zotos hat Film- und Theatermusik geschrieben, mehrere Alben von Mikis Theodorakis instrumentiert und vor allem in den 1990er Jahren sein Orchester geleitet. Er hat auf zahlreichen Aufnahmen mitgewirkt und mehrere eigene Produktionen auf CD veröffentlicht. Er unterrichtet Gitarre an der Musikschule "Bela Bartok" in Berlin-Pankow und lebt in Berlin.
Das griechische Staatsfernsehen berichtete über die Brüder Zotos.
Seit Ende der 1990er-Jahre beschäftigt sich Zotos zunehmend mit dem Schreiben eigener Songs. Dabei vertont er in alter griechischer Tradition griechische Lyrik u. a. von Giorgos Seferis, Kostas Karyotakis, Maria Polidouri, Jannis Ritsos, Mikis Theodorakis.

## Werke
Auftritte mit Theodorakis:
- CD 4920: Ilios ke Chronos, Rainer Kirchmann & Maria Farantouri, mit: Christian Sade, Jannis Zotos, Giorgos Psirakis, Thanassis Zotos, Dirigent: Mikis Theodorakis
- Beware of Greeks Bearing Guns, Jocelyn B. Smith, Henning Schmiedt, Gregoris Tzistoudis, Jannis Zotos, Volker Schlott
- PM 50131: Asmata, Maria Farantouri, Mikis Theodorakis (Gesang in "Evening"). Henning Schmiedt (Piano), Volker Schlott (Flöte, Saxophon), Jannis Zotos (Gitarre) und andere
- Pläne  88840: Mauthausen Trilogie: mit Maria Farantouri (griechisch), Nikos Antypas, Christian Boissel, Lakis Karnezis, Wolfgang Musick, Jens Naumilkat, Rainer Rohloff, Henning Schmiedt, Gregoris Tzistoudis, Jannis Zotos, Thanassis Zotos, & Chor, Dirigent: Mikis Theodorakis
- Tropical Musik 68.987: Together!, Mikis Theodorakis & Zülfü Livaneli in Concert mit Lakis Karnezis, Halil Karaduman, Jannis Zotos

### Eigene Disks
- Zotos Kompania: Deviation (1995)
- Zotos Kompania: Lethargía (2004)
- Jannis Zotos & Band: I siganes Phones tis Mnímis (2007) Lyrik by Mikis Theodorakis
- Jannis Zotos: Amour fou (2014) Lyric by Maria Polidouri & Kostas Karyotakis
- Jannis Zotos: "ZOTOS sings THEODORAKIS" (2016)